# Cuauhtémoc (nombre)
Cuauhtémoc es un nombre personal masculino de origen náhuatl que significa "que desciende como un águila" (de cuāuhtli, águila + temoc, forma progresiva de temōhuiā, bajar, descender), como en el momento en que un águila despliega sus alas y desciende para atacar a su presa. Este es un nombre que implica agresividad, fuerza y determinación. Su forma reverencial es Cuauhtemoctzin. Asimismo, la palabra Cuauhtli, por sí sola, es también usada como nombre personal masculino; y su forma reverencial es Cuauhtzin.

Por otra parte, Cuauhtli es el decimoquinto de los 20 signos de los días del Tonalpohualli, calendario ritual azteca conformado por 20 trecenas (260 días). La palabra cuauhtli forma parte de los nombres cuāuhpilli (guerrero águila de la armada azteca), Cuautepec y Cuautinchán, entre otros.

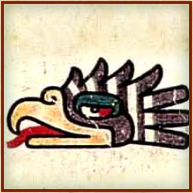
Signo Cuauhtli

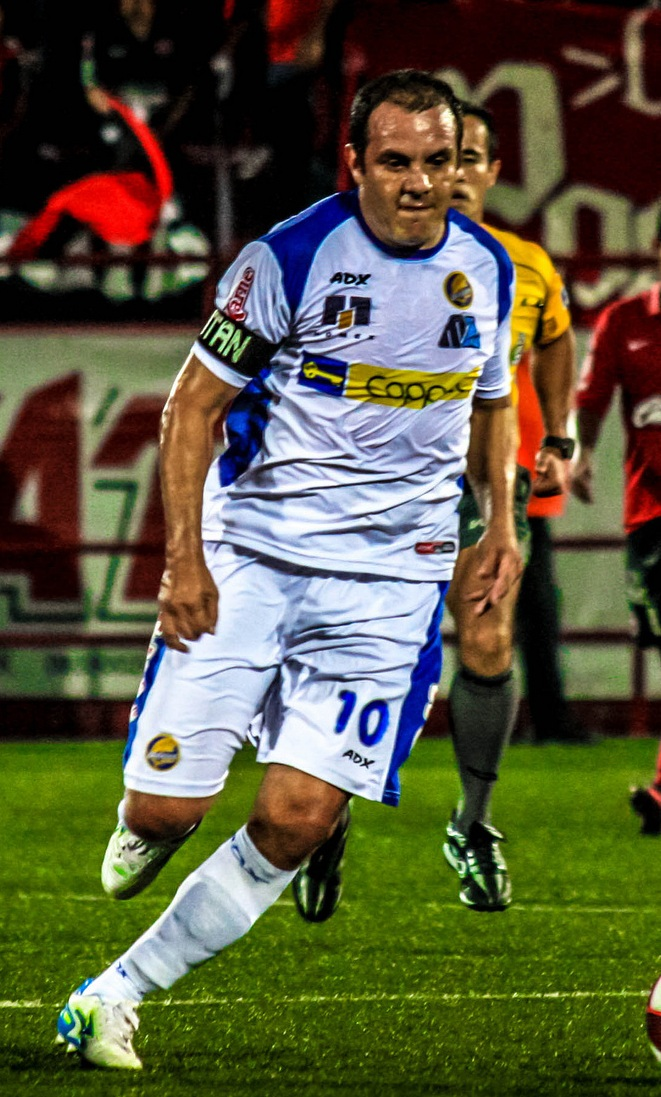
Cuauhtémoc Blanco

## Personajes célebres
- Cuauhtémoc, último tlatoani azteca.
- Cuauhtémoc Cárdenas, político mexicano.
- Cuauhtémoc Blanco, futbolista mexicano.
- Cuauhtémoc Medina González, mexicano, curador en jefe del Museo Universitario Arte Contemporáneo (MUAC).
- Carlos Cuauhtémoc Sánchez, escritor mexicano.